# Still (Commodores)
"Still" is een nummer van de Amerikaanse band Commodores. Het verscheen op hun album Midnight Magic uit 1979. Op 14 september van dat jaar werd het uitgebracht als de tweede single van het album.

## Achtergrond
"Still" is geschreven door groepslid Lionel Richie en geproduceerd door de band in samenwerking met James Anthony Carmichael. In het nummer zingt de hoofdpersoon over zijn relatie, die korte tijd eerder is beëindigd. Richie was geïnspireerd om het nummer te schrijven nadat hij een gesprek had met een vriend van hem die in scheiding lag.
"Still" werd, na "Three Times a Lady", de tweede en laatste nummer 1-hit van de band in de Amerikaanse Billboard Hot 100. In de Britse UK Singles Chart kwam de single tot de vierde plaats, terwijl ook in Canada en Ierland de top 10 werd gehaald. In Nederland kwam het tot de zeventiende plaats in de Top 40 en de zestiende plaats in de Nationale Hitparade.

## Hitnoteringen

### Nederlandse Top 40
| Hitnotering: 24-11-1979 t/m 12-01-1980 | Hitnotering: 24-11-1979 t/m 12-01-1980 | Hitnotering: 24-11-1979 t/m 12-01-1980 | Hitnotering: 24-11-1979 t/m 12-01-1980 | Hitnotering: 24-11-1979 t/m 12-01-1980 | Hitnotering: 24-11-1979 t/m 12-01-1980 | Hitnotering: 24-11-1979 t/m 12-01-1980 | Hitnotering: 24-11-1979 t/m 12-01-1980 | Hitnotering: 24-11-1979 t/m 12-01-1980 |
| Week                                   | 1                                      | 2                                      | 3                                      | 4                                      | 5                                      | 6                                      | 7                                      |                                        |
| -------------------------------------- | -------------------------------------- | -------------------------------------- | -------------------------------------- | -------------------------------------- | -------------------------------------- | -------------------------------------- | -------------------------------------- | -------------------------------------- |
| Nummer                                 | 35                                     | 22                                     | 18                                     | 17                                     | 18                                     | 25                                     | 38                                     | uit                                    |

### Nationale Hitparade
| Hitnotering: 24-11-1979 t/m 02-02-1980 | Hitnotering: 24-11-1979 t/m 02-02-1980 | Hitnotering: 24-11-1979 t/m 02-02-1980 | Hitnotering: 24-11-1979 t/m 02-02-1980 | Hitnotering: 24-11-1979 t/m 02-02-1980 | Hitnotering: 24-11-1979 t/m 02-02-1980 | Hitnotering: 24-11-1979 t/m 02-02-1980 | Hitnotering: 24-11-1979 t/m 02-02-1980 | Hitnotering: 24-11-1979 t/m 02-02-1980 | Hitnotering: 24-11-1979 t/m 02-02-1980 | Hitnotering: 24-11-1979 t/m 02-02-1980 | Hitnotering: 24-11-1979 t/m 02-02-1980 | Hitnotering: 24-11-1979 t/m 02-02-1980 |
| Week                                   | 1                                      | 2                                      | 3                                      | 4                                      | 5                                      | 6                                      | 7                                      | 8                                      | 9                                      | 10                                     | 11                                     |                                        |
| -------------------------------------- | -------------------------------------- | -------------------------------------- | -------------------------------------- | -------------------------------------- | -------------------------------------- | -------------------------------------- | -------------------------------------- | -------------------------------------- | -------------------------------------- | -------------------------------------- | -------------------------------------- | -------------------------------------- |
| Nummer                                 | 35                                     | 20                                     | 16                                     | 17                                     | 23                                     | 37                                     | 27                                     | 38                                     | 28                                     | 42                                     | 50                                     | uit                                    |

### NPO Radio 2 Top 2000
| Nummer met noteringen in de NPO Radio 2 Top 2000 | '03  | '04  | '05  |
| ------------------------------------------------ | ---- | ---- | ---- |
| Still                                            | 1791 | 1746 | 1636 |

1. ↑  Een vetgedrukt getal geeft de hoogste notering aan.
2. ↑  2003 was het eerste jaar met een notering voor dit nummer.
3. ↑  Deze tabel is bijgewerkt tot en met de laatste editie (2024).